# Pelayo Fernández Balboa
Pelayo Fernández Balboa (nascut el 29 d'abril de 2003) és un futbolista asturià que juga com a defensa pel Rayo Vallecano. Fernández és fill del futbolista espanyol Sergio Fernández.

## Carrera
Fernández es va incorporar a La Masia del FC Barcelona l'any 2019, procedent del CD Quirinal, i va fer una etapa prèvia a l'Sporting de Gijón. Va començar la seva carrera amb el Barcelona Atlètic, on se'l va descriure com "formant un tàndem en l'eix de la defensa amb l'esquerrà Chadi Riad que ha anat creixent amb el pas dels partits fins que s'ajunten i es converteixen en una de les claus de la bona temporada del filial”.
El 2 de juliol de 2024, Fernández va signar un contracte de quatre anys amb el Rayo Vallecano de la primera divisió.

## Estil de joc
Fernández treballa principalment com a defensa i ha estat descrit com "un bon maneig de pilota l'ha convertit en titular com a pivot defensiu". També s'ha qualificat d'"excel·lent en el joc aeri... molt efectiu tant en posicionament com en anticipació".